# Qaushiq Mukherjee
Qaushiq Mukherjee (কৌশিক মুখোপাধ্যায়, conegut popularment com a Q), nascut a Calcuta el 1975, és un director de cinema, guionista i productor indi, també director de fotografia i editor. És conegut principalment per la seva polèmica pel·lícula de culte Gandu. Va assistir a South Point High School. Després va obtenir el seu Grau d'honor en arts a la Universitat de Calcuta. Va treballar en publicitat durant dotze anys a l'Índia, les Maldives i Sri Lanka.
És el fundador i CEO de l’empresa de producció cinematogràfica Overdose Joint. Tot i que li agrada els clàssics com Ritwick Ghatak, no li agrada Satyajit Ray.

## Filmografia
- 2019: Taranath Tantrik (web sèrie)
- 2018: Zero KMS (web sèrie)
- 2018: Garbage
- 2018: Nabarun (documental sobre l'escriptor Nabarun Bhattacharya)
- 2020: Sari (documental)
- 2016: Brahman Naman
- 2015:  Ludo[7]
- 2015: X: Past Is Present[7]
- 2012: Tasher Desh
- 2010: Gandu
- 2009: Love in India
- 2009: Bishh
- 2004: Le Pocha'